# 高橋克徳
高橋 克徳（たかはし かつのり、1966年 - ）は、日本の経営コンサルタント。ジェイフィール代表取締役。元東京理科大学大学院イノベーション研究科教授。新書大賞入賞。

## 略歴
神奈川県出身。横浜国立大学教育学部附属鎌倉小学校、神奈川県立光陵高等学校、1991年一橋大学商学部卒業。同年野村総合研究所研究員。1996年一橋大学大学院商学研究科修士課程修了。1998年慶應義塾大学大学院政策・メディア研究科博士課程単位取得満期退学。榊原清則、野中郁次郎に師事した。
2001年ワトソンワイアット（現:タワーズワトソン）コンサルタント。アミューズ教育事業準備室コンサルタントを経て、2007年、野田稔のジェイフィールの設立に参画。2010年に同社代表取締役に就任。本業の傍ら、2013年より東京理科大学大学院イノベーション研究科教授を務める。2018年より武蔵野大学経営学部特任教授。

## 著書

### 単著
- 『職場は感情で変わる』（講談社現代新書, 2009年）
- 『潰れない生き方』（ベスト新書, 2009年）
- 『人が「つながる」マネジメント』（中経出版, 2011年）
- 『明日から部下にイライラしなくなる本 「上司の仕事」を自信をもって続けていくために』（すばる舎, 2011年）
- 『「苦労話」はすればするほど職場がよくなる』（メディアファクトリー, 2012年）
- 『「上司がさっぱりわかってくれない」と思っているあなたへ』（大和書房, 2013年）
- 『みんなでつなぐリーダーシップ : 誰も管理職になりたくない"時代だからこそ』（実業之日本社, 2017年）

### 共著
- 『不機嫌な職場 なぜ社員同士で協力できないのか』（永田稔,河合太介,渡部幹と共著）（講談社現代新書, 2008年）
- 『ワクワクする職場をつくる。「良い感情の連鎖」が空気を変える』（実業之日本社, 2015年）
- 『イキイキ働くための経営学』（翔泳社, 2016年）
- 『サービスイノベーションの海外展開』（東洋経済新報社, 2017年）
- 『ワクワクする職場をつくる。 : 「良い感情の連鎖」が空気を変える』（実業之日本社, 2018年）